# Заднестрянское
Заднестрянское (укр. Задністрянське) — село в Бурштынской городской общине Ивано-Франковского района Ивано-Франковской области Украины.
Население по переписи 2001 года составляло 1325 человек. По данным 2023 года население села составляло 1088 человек. Занимает площадь 3,9 км². Почтовый индекс — 77133. Телефонный код — 03431.